# Brenthis kingana
Brenthis kingana är en fjärilsart som beskrevs av Matsumura 1939. Brenthis kingana ingår i släktet Brenthis och familjen praktfjärilar. Inga underarter finns listade i Catalogue of Life.